# Casa al carrer de l'Albereda, 4
La casa al carrer de l'Albereda, 4 és un edifici de Girona que forma part de l'Inventari del Patrimoni Arquitectònic de Catalunya.

## Descripció
Té deferents plantes i obertures diferents, on ressalten la unió de dues obertures amb guardapols d'arrencada caps d'angelets. Les obertures estan unificades. Igualment, i en planta superior, hi ha una finestra d'arc sinuós. Obertures de pedra polida.